# Castle Hill (Huddersfield)

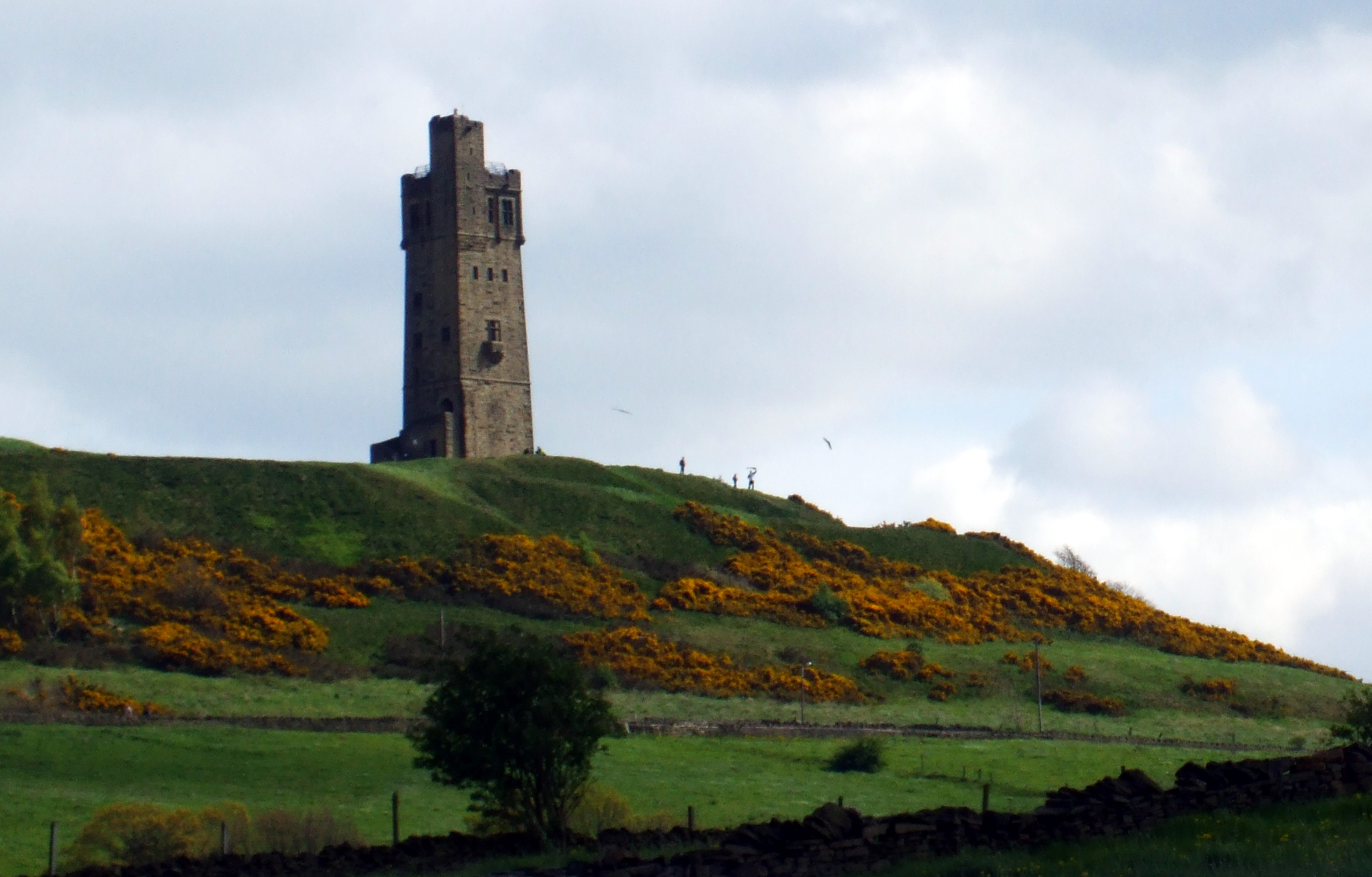
Castle Hill in 2009

Castle Hill is een heuvel nabij Huddersfield in het graafschap West Yorkshire. De heuvel bevindt zich in het gehucht Almondbury, onderdeel van het district Kirklees. Hier werden sporen van bewoning aangetroffen die tot 4000 jaar oud zijn, tezamen met overblijfselen uit de late bronstijd en een Normandisch mottekasteel. Op de top staat de 19de-eeuwse Victoria Tower, gebouwd ter gelegenheid van het diamanten jubileum van Koningin Victoria. Als archeologische site is de heuvel officieel een scheduled monument.

## Ondergrond
Castle Hill ligt ten zuidzuidoosten van het centrum van Huddersfield, op een ondergrond van zandsteen die de onderliggende, zachtere steen voor erosie heeft behoed. Onder het oppervlak bevinden zich steenkooladers die ten dele ontgonnen zijn. De heuvelflanken bevatten schalie. Er zijn aanwijzingen dat Castle Hill ooit een steengroeve is geweest. Op het terrein bevindt zich nog een oude ventilatieschacht.

## Geschiedenis
Vondsten van neolithische en bronstijdgereedschappen die klaarblijkelijk uit verre streken geïmporteerd waren, suggereren dat Castle Hill op een kruispunt van handelsroutes tussen het Peak District, de Yorkshire Wolds en de valleien van de Mersey en de Ribble lag. Omstreeks het jaar 555 v.Chr., in de vroege ijzertijd, werd een fort op de heuvel gebouwd, dat in het jaar 43 werd omgebouwd, wellicht als verdediging tegen de Romeinen. Tijdens opgravingen in 1970 kwam aan het licht dat grote delen van het fort tekenen van glasovergang vertoonden, hetgeen suggereert dat het ooit in brand heeft gestaan.

### Middeleeuwen
Een oorkonde van Koning Stefaan aan Henry de Lacy, waarschijnlijk geschreven tussen 1142 en 1154, vermeldt de aanwezigheid van een kasteel op de heuvel. In die periode maakte het gehucht Almondbury deel uit van de heerlijkheid Pontefract, die in het bezit van de familie de Lacy was. Tijdens de middeleeuwen werd het terrein enigszins aangepast met nieuwe grachten en ophogingen. Bij opgravingen zijn een houten paal aan de dag gekomen, die luidens C14-datering uit de vroege jaren 1140 stamt, alsmede een muntstuk van omstreeks 1160. Het kasteel op de heuvel was wellicht voltooid in de jaren veertig van de twaalfde eeuw.
Op luchtfoto’s valt te herkennen dat er ooit een centrale weg aan de voet van de heuvel is aangelegd, waarlangs percelen lagen: in de 14de eeuw werd een poging ondernomen om een dorp op de heuvel te stichten. Een kaart van Almondbury uit 1634 duidt nog steeds een dorp op Castle Hill aan, ofschoon de nederzetting waarschijnlijk reeds tegen 1340 verlaten werd. Er was sedert de late middeleeuwen geen bewoning meer op de heuvel, totdat de plek in de 19de eeuw weer in zwang kwam als verzamelpunt.

### Victoriaanse periode tot heden

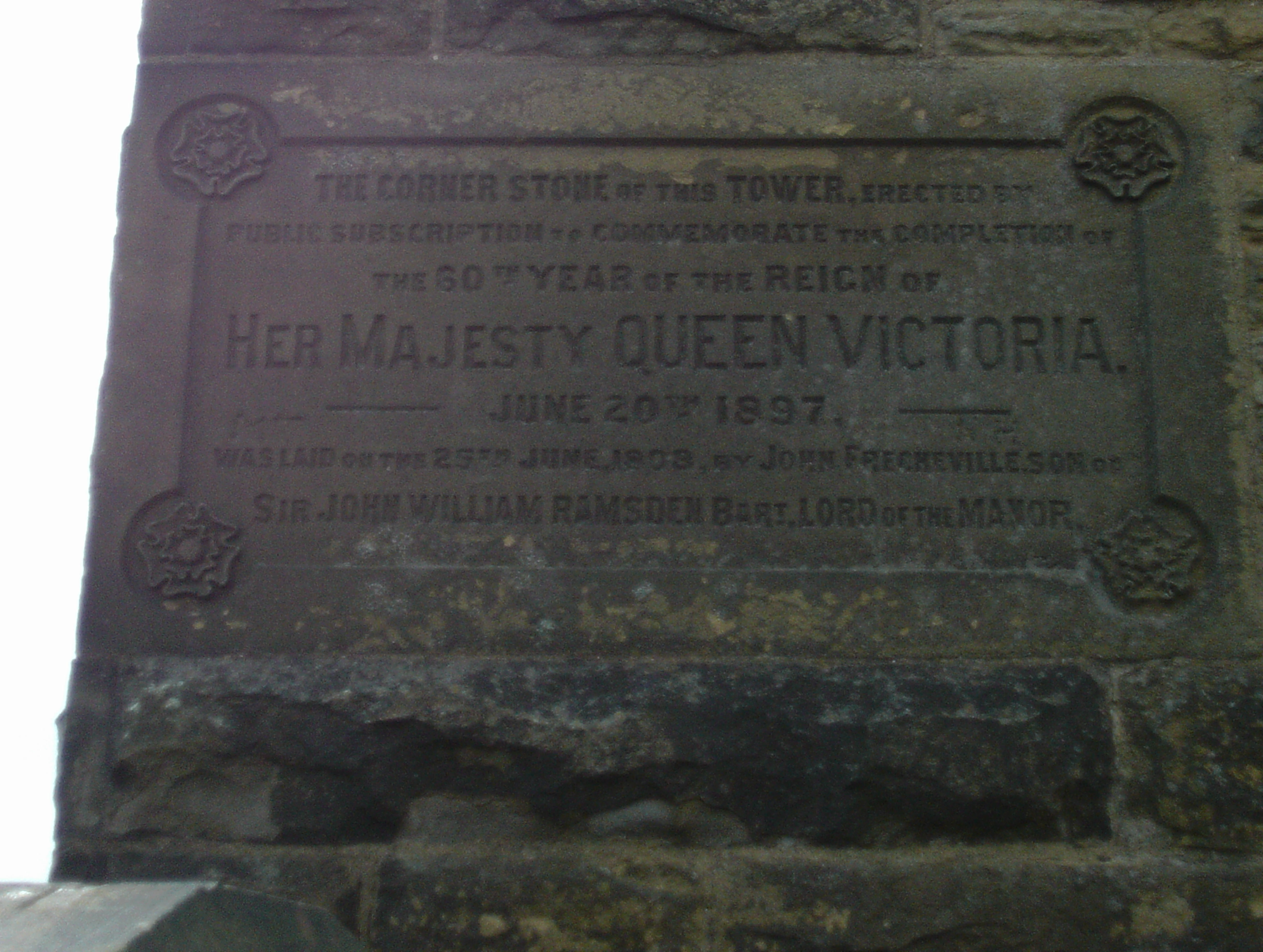
De eerste steen van de toren

Tijdens de hoogtijdagen van de vakbondsbeweging en het chartisme schaarden zich geregeld grote mensenmenigten op Castle Hill; in 1843 en 1848 ten minste viermaal. Anno 1883 beklommen tussen twee- en drieduizend mensen de heuvel om naar toespraken te luisteren tijdens een grote staking in de weversindustrie. 
Omstreeks 1810 of 1811 was reeds een herberg op Castle Hill gebouwd, waar onder andere bokswedstrijden, hanengevechten en hondengevechten plaatsgrepen. Deze pub werd overgenomen door de gebroeders Thandi, twee lokale zakenlieden uit Huddersfield, die de bedoeling hadden het gebouw in de vroege 21ste eeuw te renoveren. Na een inbreuk op de bouwwetgeving werd de herberg echter in 2003 gesloopt, en nieuwe aanvragen van de Thandi’s werden door het stadsbestuur afgewezen. De locatie van het voormalige Castle Hill Hotel is thans een parkeerplaats.
Daarnaast bevat de heuvel nog de restanten van een luchtverdedigingsbatterij en een afstandsmeter uit de Tweede Wereldoorlog.

## Victoria Tower

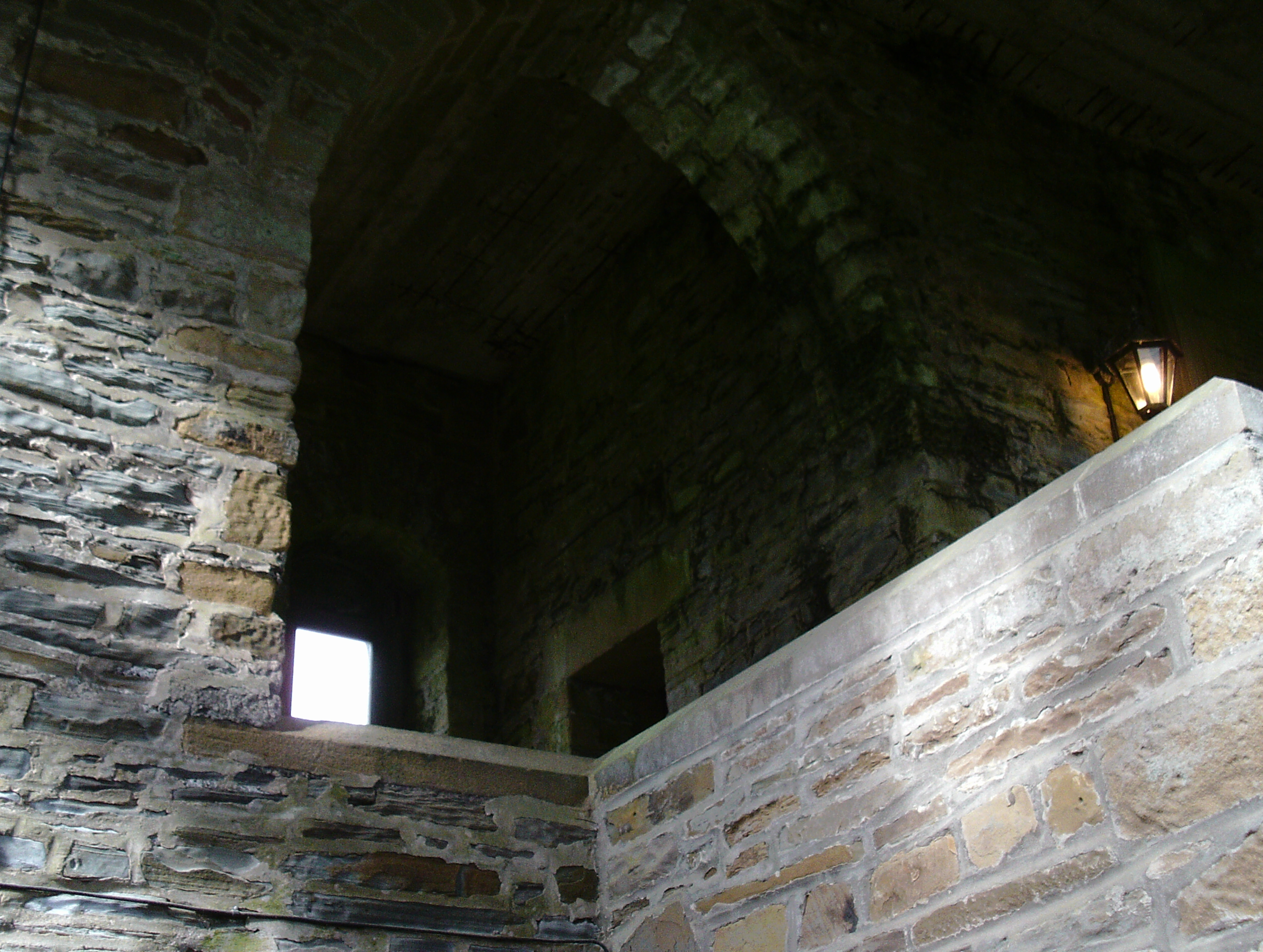
Bovenste verdieping

De Victoria Tower is een beschermd monument, dat op 24 juni 1899 ingehuldigd werd door Aldred Lumley, de 10de earl van Scarbrough, als aandenken aan het 60-jarige regeringsjubileum van Koningin Victoria in 1897. De architect was Isaac Jones uit Londen; voor de bouw werd steen uit het nabije Crosland Moor gebruikt. De oorspronkelijke hoogte bedroeg 32,2 meter, hetgeen ervoor zorgde dat de top zich exact 1000 voet (oftewel 305 meter) boven zeeniveau bevond. De toren werd gefinancierd met bijdragen van vrijwilligers en kostte in totaal £ 3298. Constructeur was de firma Ben Graham and Sons.
In 1940 en 1942 werden enkele bommen nabij de toren neergegooid, waarop gesuggereerd werd hem af te breken om te vermijden dat hij als oriëntatiebaken voor de Duitse luchtmacht gebruikt zou worden. Heden ten dage is Castle Hill met de Victoria Tower een lokale toeristische trekpleister. Binnen in de toren staan informatiepanelen omtrent de archeologische opgravingen op de heuvel, en op de top bevindt zich een overzichtstafel met de dorpen en heuvels in de omgeving. Ook wordt op de heuvel geregeld recreatief gevliegerd.